# Mikołaj Michał Lipowski
Mikołaj Michał Lipowski herbu Ciołek (zm. przed 30 listopada 1791 roku) – podstoli wiślicki w 1789 roku, cześnik wiślicki w latach 1785-1789, wojski większy wiślicki w latach 1776-1785, miecznik wiślicki w latach 1775-1776, wojski mniejszy wiślicki w latach 1773-1775.